# 全国普通高等学校运动训练、民族传统体育专业单独统一招生考试
全国普通高等学校运动训练、民族传统体育专业单独统一招生考试，又称普通高等学校体育类专业招生统一考试，简称体育高考、体考、体育单独招生或体育单招，是中华人民共和国普通高等学校体育类专业的招生入学考试，由普通高中毕业且具有国家二级运动员资格的考生参加的选拔性考试。
体育类高考由中华人民共和国教育部统一协调调度，根据各省教育厅和省级教育考试院组织考试。依照《普通高等学校运动训练、武术与民族传统体育专业招生管理办法》，体育高考分运动训练（含冬季项目、其他项目）、武术与民族传统体育专业等2个考试类别。
体育类高考采文化考试和体育专项考试相结合的形式。考试科目由文化课、专业课两部分组成。体育类高考考生需要参加普通高考的语文、数学、英语和思想政治四个科目。
体育类高考同“普通高等学校招收高水平运动队统一测试”（简称高水平运动队）不同，体育类高考考生只能录取和就读体育类专业，而高水平运动队招生则是对曾在省级运动会上获得前三名的考生在普通高考志愿投档上降分录取，考生仍可就读普通专业，但必须参加大学运动队专业训练。后者招生数远远少于前者。